# 맥스 하우드
맥스 윌리엄 제임스 하우드(영어: Max William James Harwood, 1997년 9월 12일 ~ )는 영국 배우이다. 모두가 제이미에 대해 이야기하고 있습니다와 세상에서 가장 외로운 소년에서 그의 역할로 유명하다.

## 전기
1997년 9월 12일 햄프셔 주 베이싱스토크에서 태어났다. 그는 퀸 메리 칼리지의 길퍼드 연기 학교에서 공부했다.

## 영화
- 모두가 제이미에 대해 이야기하고 있습니다 (2021년)
- 세상에서 가장 외로운 소년 (2022년)
- 블랙 미러 (2023년)
- 까치 (2023년)